# حسن صبري باشا
حسن صبري باشا (1879 - 14 نوفمبر 1940) هو سياسي مصري تولى عدة مناصب وزارية ودبلوماسية كان آخرها منصب رئيس الوزراء عام 1940.

## سيرته السياسية
تقلد حسن صبري منصب وزير المالية في وزارة عبد الفتاح يحيى في الفترة من 27 سبتمبر 1933 إلى 14 نوفمبر 1934، ثم عُين وزيرًا مفوضًا لمصر في لندن في 19 فبراير 1935، ثم اختير وزيرًا للمواصلات والتجارة والصناعة في وزارة علي ماهر الأولى (30 يناير ـ 9 مايو 1936)، فوزيرًا للمواصلات في وزارة محمد محمود الثانية (30 ديسمبر 1937 ـ 27 أبريل 1938)، ثم وزيرًا للحربية والبحرية في وزارة محمد محمود الثالثة (27 أبريل ـ 24 يونيو 1938).

### توليه رئاسة الوزراء
عقب استقالة حكومة علي ماهر باشا في 27 يونيو 1940، وقع اختيار السراي على حسن صبري باشا لتشكيل حكومة تحالف، أصبح صبري رئيسها ووزير خارجيتها في الوقت ذاته في الفترة من 27 يونيو 1940 إلى وفاته في 14 نوفمبر 1940.
تألفت الوزارة من:
- إبراهيم باشا عبد الهادي وزيرًا للتجارة والصناعة
- أحمد بك عبد الغفار وزيرًا للزراعة
- الأستاذ علي أيوب وزير دولة
- حسن باشا صبري وزيرًا للخارجية والداخلية
- حسين باشا سري وزيرًا للأشغال العمومية ووزيرًا للمواصلات
- صليب بك سامي وزيرًا للتجارة والصناعة ووزيرًا للتموين
- عبد الحميد باشا سليمان وزيرًا للمالية ووزير دولة
- عبد المجيد إبراهيم صالح وزيرًا للتموين
- الدكتور علي باشا إبراهيم وزيرًا للصحة العمومية
- محمد باشا حافظ رمضان وزيرًا للشؤون الاجتماعية
- محمد باشا حسين هيكل وزيرًا للمعارف العمومية
- محمد باشا حلمي عيسى وزيرًا للعدل
- محمود باشا غالب وزيرًا للمواصلات
- محمود باشا فهمي القيسي وزيرًا للدفاع الوطني
- محمود باشا فهمي النقراشي وزيرًا للداخلية ووزيرًا للمالية
- مصطفى باشا عبد الرازق وزيرًا للأوقاف

## وفاته
توفي حسن صبري باشا في قاعة البرلمان أثناء إلقائه خطاب قبوله وشاح محمد علي الأعظم، أعلى تكريم كانت تمنحه مصر آنذاك، وخلفه في الوزارة حسين سري باشا والذي كان وزيرا في وزارته.
| سبقه: علي ماهر باشا | رئيس وزراء مصر: (1940) | خلفه: حسين سري باشا |